# Рада регіонального розвитку
Рада регіонального розвитку — консультативно-дорадчий орган при Президентові України

## Мета
Утворений з метою сприяння взаємодії державних органів з органами місцевого самоврядування у питаннях: 
- напрацювання оптимальної моделі розвитку місцевого самоврядування і територіальної організації влади,
- децентралізації управління регіональним розвитком,
- вирішення проблемних питань життєзабезпечення регіонів

## Історія
Рада утворена Президентом України Петром Порошенком 21 квітня 2015 року.
18 грудня 2019 року Президент України Володимир Зеленський перетворив її на Раду розвитку громад та територій.
25 лютого 2021 року у межах Всеукраїнського форуму «Україна 30» відбулося засідання Ради розвитку громад та територій, на якому Президент України Володимир Зеленський оголосив про утворення Конгресу місцевих та регіональних влад при Президентові України замість Ради розвитку громад та територій. У той же день це було зафіксовано в Указі Президента.